# Pro Patria et Libertate Unione degli Sports Bustesi 1939-1940
Questa voce raccoglie le informazioni riguardanti la Pro Patria et Libertate Unione degli Sports Bustesi nelle competizioni ufficiali della stagione 1939-1940.

## Stagione
Nella stagione 1939-1940 la Pro Patria disputa il girone C del campionato di Serie C, con 38 punti arriva terza, a sole due lunghezze dal Varese che vince il torneo con 40 punti e ad un punto dal Seregno. Nel girone B di finale il Varese non riuscirà a conquistare la Serie B, superato dal Vicenza e dalla Maceratese.
In casa bustocca il presidente Giovanni Calcaterra riporta in cabina di regia l'allenatore Imre János Bekey. Rientra dalla SIAI Marchetti di Sesto Calende all'ovile Aldo Borsani portando con sé gli attaccanti Giovanni Guidi e Ermelindo Magugliani, si mette in mostra Alfonso Borra espressione del settore giovanile, mentre diventa sempre più concreto in attacco Arnaldo Fasoli che con 17 reti sarà l'uomo della provvidenza nel campionato dei biancoblù. Fino a metà campionato la Pro Patria veleggia in testa alla classifica, poi nella parte centrale del girone di ritorno viene raggiunta e superata dal Varese e dal Seregno, risulterà comunque decisiva per definire la classifica la sconfitta (5-3) di Domodossola nell'ultima di campionato.

## Rosa
| N. |                   | Ruolo | Calciatore        |
| -- | ----------------- | ----- | ----------------- |
|    | Italia (bandiera) | D     | Virginio Ballabio |
|    | Italia (bandiera) | A     | Giovanni Barberis |
|    | Italia (bandiera) | D     | Antonio Bernacchi |
|    | Italia (bandiera) | D     | Mario Bertiglia   |
|    | Italia (bandiera) | C     | Alfonso Borra     |
|    | Italia (bandiera) | C     | Aldo Borsani      |
|    | Italia (bandiera) | A     | Mario Caccia      |
|    | Italia (bandiera) | C     | Giancarlo Crespi  |
|    | Italia (bandiera) | C     | Egidio Crippa     |
|    | Italia (bandiera) | A     | Arnaldo Fasoli    |

| N. |                   | Ruolo | Calciatore           |
| -- | ----------------- | ----- | -------------------- |
|    | Italia (bandiera) | D     | Carlo Franchini      |
|    | Italia (bandiera) | A     | Giovanni Guidi       |
|    | Italia (bandiera) | A     | Ermelindo Magugliani |
|    | Italia (bandiera) | A     | Flavio Maino         |
|    | Italia (bandiera) | P     | Gino Merlo           |
|    | Italia (bandiera) | A     | Giuseppe Morello     |
|    | Italia (bandiera) | C     | Paolino Piola        |
|    | Italia (bandiera) | C     | Felice Renoldi       |
|    | Italia (bandiera) | C     | Gustavo Tremolada    |
|    | Italia (bandiera) | P     | Antonio Turconi      |

## Risultati

### Girone di andata
| Arbitro: | Mastrazzi (Brescia) |

|                             |           |  |
| Borra 66’ (rig.) Fasoli 75’ | Marcatori |  |

| Arbitro: | Canavesio (Torino) |

|              |           |                                                  |
| Gibellini 3’ | Marcatori | 1’ Crespi 40’ Borsani 51’ Crippa 57’, 87’ Fasoli |

| Arbitro: | Viarengo (Asti) |

|                         |           |              |
| Morello 54’ Borsani 80’ | Marcatori | 6’ Ghirlanda |

| Varese 15 ottobre 1939 4ª giornata | Varese          | 0 – 0 | Pro Patria | Stadio Littorio di Masnago\| Arbitro: \| Viarengo (Asti) \| |
| Arbitro:                           | Viarengo (Asti) |       |            |                                                             |

| Arbitro: | Silvano (Torino) |

|                                  |           |  |
| Guidi 40’ Morello 50’ Fasoli 58’ | Marcatori |  |

| Carate Brianza 29 ottobre 1939 6ª giornata | Caratese           | 0 – 0 | Pro Patria | Campo Littorio di via Foppe\| Arbitro: \| Canavesio (Torino) \| |
| Arbitro:                                   | Canavesio (Torino) |       |            |                                                                 |

| Arbitro: | Neri (Vicenza) |

|            |           |  |
| Morello 5’ | Marcatori |  |

| Arbitro: | Zavattaro (Casale Monferrato) |

|                                                          |           |  |
| Magistrelli 33’, 66’ Cristina 74’ Magistrelli 85’ (rig.) | Marcatori |  |

| Arbitro: | Mendo (Verona) |

|                                |           |  |
| Fasoli 28’, 74’, 81’ Guidi 83’ | Marcatori |  |

| Arbitro: | Rosso (Torino) |

|               |           |                               |
| Fumagalli 40’ | Marcatori | 3’ Guidi 30’ (rig.) Tremolada |

| 17 dicembre 1939 11ª giornata |  | – Turno di riposo PRO PATRIA |  |  |

| Arbitro: | Tassini (Verona) |

|                   |           |                      |
| Farina 20’ (rig.) | Marcatori | 40’ Guidi 43’ Crippa |

| Arbitro: | Silvano (Torino) |

|                                      |           |              |
| Fasoli 16’, 20’ Tremolada 76’ (rig.) | Marcatori | 59’ Capiaghi |

| Seregno 14 gennaio 1940 14ª giornata | Seregno         | 0 – 0 | Pro Patria | Stadio Ferruccio Trabattoni\| Arbitro: \| Bellè (Venezia) \| |
| Arbitro:                             | Bellè (Venezia) |       |            |                                                              |

| Arbitro: | Tibaldi (Savona) |

|  |           |                            |
|  | Marcatori | 55’ (aut.) Merlo 90’ Mazza |

### Girone di ritorno
| Arbitro: | Zelocchi (Modena) |

|                                     |           |  |
| Girotti 64’ Bonfanti 76’ Meroni 81’ | Marcatori |  |

| Arbitro: | Milanone Ridor (Biella) |

|                              |           |  |
| Fasoli 30’, 80’ Barberis 36’ | Marcatori |  |

| Arbitro: | Masini (Genova) |

|                  |           |  |
| Zanni 65’ (rig.) | Marcatori |  |

| Arbitro: | Giambone (Venezia) |

|  |           |                        |
|  | Marcatori | 1’ Ferrara 75’ Cavazza |

| Arbitro: | Zavattaro (Casale Monferrato) |

|  |           |            |
|  | Marcatori | 7’ Renoldi |

| Arbitro: | Mastrazzi (Brescia) |

|                        |           |  |
| Piola 44’ Barberis 80’ | Marcatori |  |

| Arbitro: | Rossi (Cremona) |

|                          |           |  |
| Fumagalli 14’ Frione 65’ | Marcatori |  |

| Arbitro: | Bogetti (Torino) |

|                |           |  |
| Maino 59’, 76’ | Marcatori |  |

| Arbitro: | Ghetti (Modena) |

|  |           |                      |
|  | Marcatori | 63’ Maino 67’ Caccia |

| Arbitro: | Maggi (Novara) |

|                      |           |           |
| Caccia 4’ Fasoli 74’ | Marcatori | 1’ Farina |

| 21 aprile 1940 26ª giornata |  | – Turno di riposo PRO PATRIA |  |  |

| Arbitro: | Zambotto (Padova) |

|                      |           |  |
| Maino 10’ Fasoli 19’ | Marcatori |  |

| Arbitro: | Viarengo (Asti) |

|           |           |            |
| Sardi 58’ | Marcatori | 25’ Fasoli |

| Arbitro: | Balestrino (Oneglia) |

|                                           |           |                     |
| Borra 15’ Fasoli 44’ Tremolada 75’ (rig.) | Marcatori | 65’ (rig.) Gallanti |

| Arbitro: | Nerozzi (Verona) |

|                                                |           |                           |
| Sella 12’, 70’ Torricelli 29’ Toscano 51’, 72’ | Marcatori | 10’, 35’ Fasoli 90’ Maino |